# Ischyropsalis pecinifera
Ischyropsalis pecinifera is een hooiwagen uit de familie Ischyropsalididae.